# Прапор Папуа Нової Гвінеї
Державний прапор Незалежної держави Папуа Нової Гвінеї — прийнятий 1 липня 1971 року. Відношення ширини прапора до його довжини 3:4. До 16 вересня 1975 року країна називалася Територія Папуа Нова Гвінея.

## Історія прапора
Авторство прапора належить Сьюзен Харехо Каріка.
П'ять зірок — це сузір'я Південний Хрест — є легко впізнаваним астеризмом, червоний і чорний кольори традиційні для мистецтва папуасів, а дивоптах, який зображений у польоті, зустрічається майже тільки в Новій Гвінеї.

## Історичні прапори Папуа Нової Гвінеї

Прапори території Нова Гвінея до об'єднання
Прапор Німецької Новогвінейської компанії 1885 — 1899
Прапор Німецької імперії як прапор Німецької Нової Гвінеї 1899 — 29.09.1914
Велика Британія як прапор Північно-Східної Нової Гвінеї 29.09.1914 — 09.05.1921
Прапор Території Нова Гвінея 09.05.1921 — 1949

Прапори території Папуа
Прапор Британської Нової Гвінеї 06.11.1884 - 1888
Прапор Британської Нової Гвінеї 1888 - 01.09.1906
Прапор  Папуа 01.09.1906 - 1949
Прапор британського губернатора Папуа

Прапори територій Папуа і Нової Гвінеї після об'єднання
Прапор Австралії як прапор Території Папуа і Нової Гвінеї 1949 - 01.07.1971
Неофіційний прапор Території Папуа і Нової Гвінеї 1965 - 1970
Прапор Території Папуа і Нової Гвінеї 1970 - 01.07.1971
Митний прапор 1949 — 1952